# Castel Lasseregg
Castel Lasseregg (Schloss Lasseregg in tedesco) si trova a Niederalm, frazione del comune austriaco di Anif nel Distretto di Salzburg-Umgebung appartenente al Land Salisburghese e la sua storia inizia nel XV secolo.

## Storia

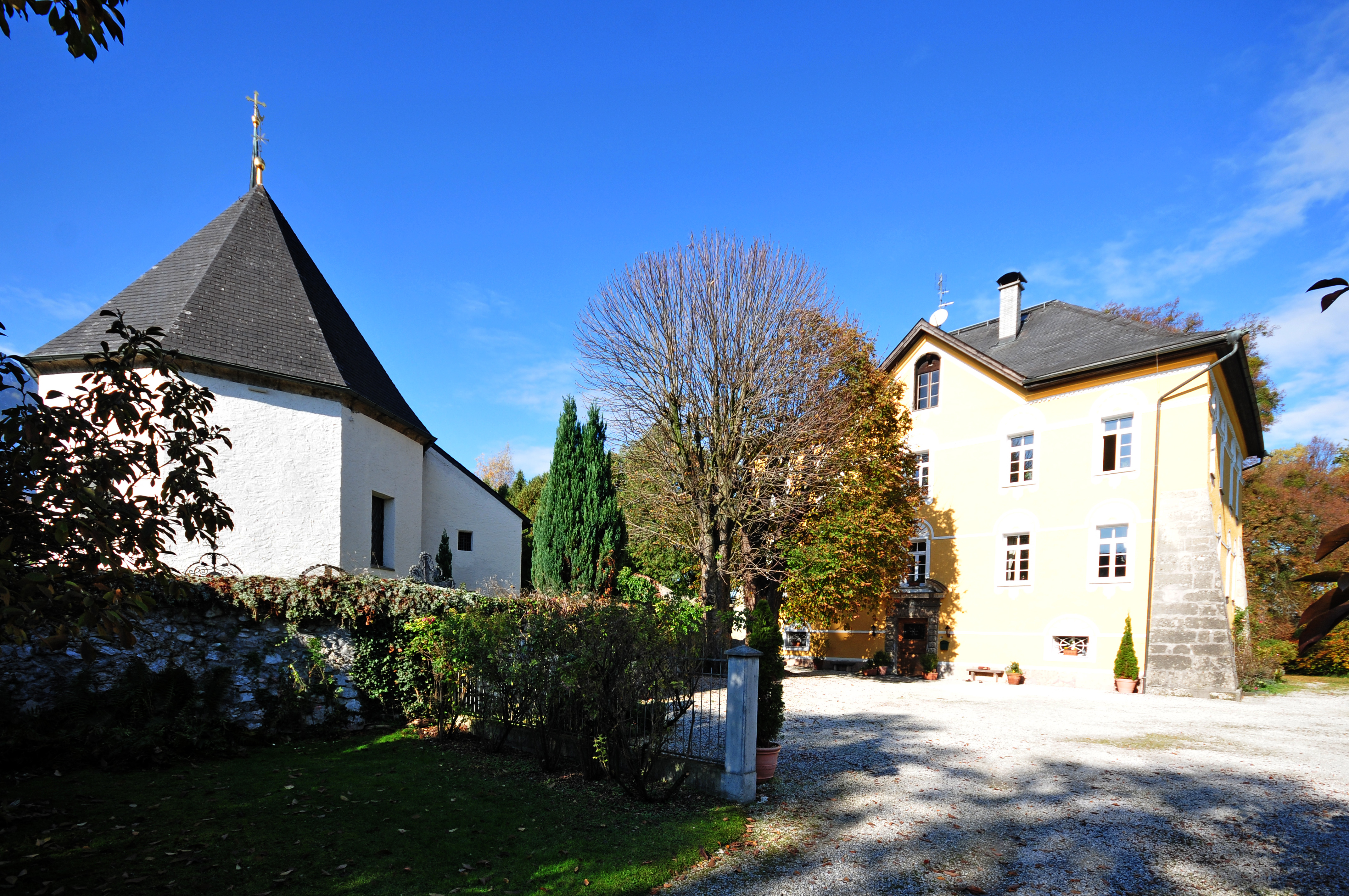
Castel Lasseregg con la vicina chiesa

Gli scavi archeologici realizzati nel primo decennio del XXI secolo sul sito di castel Lasseregg da parte dell'ufficio federale dei monumenti di Salisburgo hanno potuto stabilire che ancor prima dell'arrivo di san Ruperto nell'area accanto al castello e alla chiesa parrocchiale di Niederalm era probabilmente presente il più grande insediamento altomedievale di Salisburgo e questo ha creato una certa sorpresa. Il sito di insediamento era sconosciuto ed è stato esplorato solo in parte. Il castello apparteneva al feudo dell'Arcidiocesi di Salisburgo, era denominato Kirchhof zu Niederalben e risale al 1418. Fu tra le proprietà della famiglia di commercianti Strasser che poi lo cedettero alle famiglie Lasser-Lassberg per circa 350 anni prima del 1513. I Lasser ottennero l'investitura a cavalieri e poterono fregiarsi del relativo stemma dall'imperatore Massimiliano I d'Asburgo nel 1514 e in seguito ebbero il titolo von Lasseregg dall'imperatore Ferdinando I. Lo stemma si conserva su un pilastro al piano terra dell'edificio. All'inizio del XVIII il castello risultò già in pessime condizioni e nel 1839, per evitare che cadesse completamente in rovina fu necessaria una sua completa ristrutturazione. Parte della proprietà venne esclusa da questi interventi e l'ex muro di cinta del castello divenne parte del muro del vicino cimitero.

## Descrizione
Il castello si trova a Niederalm, frazione del comune austriaco di Anif nel Distretto di Salzburg-Umgebung appartenente al Land Salisburghese. Vicino si trova anche la chiesa parrocchiale locale. La struttura ha dimensioni ridotte rispetto alle sue forme originali. 
Il castello di Lasseregg ha pianta rettangolare, si sviluppa su tre piani e la copertura è un tetto a padiglione interrotta nella parte meridionale da un timpano centrale in laterizio. Il portale di accesso a meridione ha la cornice in pietra con cornice ad arco. Le sale del piano terra hanno volta a botte sorrette da colonne in marmo rosso e conservano stemmi pure in marmo rosso. Sulla facciata a nord c'è una scalinata e da questa si raggiunge una terrazza barocca posta a ovest. Le finestre hanno cornici con motivi a palmette, realizzate alla fine del XIX secolo.

### Bene architettonico tutelato
Castel Lasseregg in Austria è un bene sottoposto a tutela artistica col numero 11228.